# 2014年度世界長者番付
2014年度世界長者番付（2014ねんどせかいちょうじゃばんづけ）は、2014年に発表された、経済誌『フォーブス』の調査による世界の長者番付である。
驚くべきことに、長者番付で公表された400人の資産合計額は、人口2億人のブラジルのGDPとほぼ同じ規模。

## 一覧
- 1.ビル・ゲイツ （809億ドル  アメリカ合衆国 マイクロソフト）
- 2.カルロス・スリム・ヘルと家族 （735億ドル  メキシコ テルメックス他）
- 3.ウォーレン・バフェット （734億ドル  アメリカ合衆国 バークシャー・ハサウェイ/投資）[2]